# Berliet KF
Der Berliet KF war ein nur als Chassis erhältliches PKW-Modell der Fahrzeugherstellers Berliet in Lyon aus dem Jahre 1906, welches aufgrund seiner effektiven Leistung auch als Berliet 40 CV bezeichnet wurde.

## Geschichte und Technik
Zu welchem konkreten Datum das Fahrzeug seine allgemeine Betriebserlaubnis  erhielt, ist nicht überliefert, sondern lediglich, dass es im Jahr 1906 war. Möglicherweise handelt es sich um ein nur in einem Stück gebautes Versuchsexemplar, das die Chassisnummer 1324 erhielt.
Der Motor war der bereits aus dem Berliet H bekannte Vierzylindermotor mit einer Bohrung von 120 und einem Hub von 140 mm (Hubraum 6333 cm³), Leistung 40 effektive PS. Das Getriebe hatte vier Vorwärtsgänge und einen Rückwärtsgang. Ansonsten sind im Hause Berliet von diesem Fahrzeug weitere Daten nicht überliefert.